# Paseos de San Juan
Paseos de San Juan är en ort i Mexiko, tillhörande kommunen Zumpango i delstaten Mexiko. Paseos de San Juan ligger i den centrala delen av landet och tillhör Mexico Citys storstadsområde. Orten hade 10 050 invånare vid folkräkningen 2010.